# Удильщиковые
Удильщиковые (лат. Lophiidae) — семейство морских лучепёрых рыб отряда удильщикообразных. В состав семейства включают 4 ныне существующих рода.

## Описание
Голова и туловище удильщиковых умеренно или сильно сплющены. На верхней части головы есть костные шипы или гребни. Имеют чрезвычайно широкий рот. Их верхняя челюсть способна выдвигаться, а нижняя выдаётся вперёд. В передней части головы обычно находятся 3 луча, один из которых обладает кожистым утолщением, служащим для приманивания добычи — иллиций. За головой от 1 до 3-х колючих лучей, которые иногда бывают скрыты под кожей или отсутствуют. Спинной плавник мягкий и сдвинут на хвост, анальный плавник сдвинут назад. Брюшные плавники расположены на горле. Грудные плавники поддерживаются 2—3 скелетными элементами, из которых нижний сильно увеличен, обычно расширен на конце и может совершать вращательные движения. Это позволяет удильщиковым использовать грудные плавники, как бы согнутые в локте, для ползания по грунту.

## Ареал
Удильщиковые населяют тропические, умеренные и арктические воды Северного Ледовитого, Атлантического, Индийского и Тихого океанов. Донные рыбы, часто живут на большой глубине.

## Классификация
В состав семейства включают 4 рода:
- Lophiodes Goode & Bean, 1896 — Гладколобые удильщики (17 видов)
- Lophiomus Gill, 1883 — Черноротые удильщики (1 вид)
- Lophius Linnaeus, 1758 — Удильщики или морские черти (7 видов)
- Sladenia Regan, 1908 — Сладении (3 вида)

## Удильщиковые и человек
Мясо некоторых видов считается очень вкусным, поэтому они служат объектами промысла.